# Parihuzovce, Snina
Parihuzovce este o comună slovacă, aflată în districtul Snina din regiunea Prešov, pe malul râului Pčolinka⁠(d). Localitatea se află la altitudinea de 428 m deasupra n.m., se întinde pe o suprafață de 9,52 km2 și în 2017 număra 28 de locuitori. Se învecinează cu Stakčín, Pčoliné, Snina, Čukalovce și Hostovice.

## Istoric
Localitatea Parihuzovce este atestată documentar din 1567.

## Demografie
| An:                | 1994 | 2004    | 2014 | 2024 |
| ------------------ | ---- | ------- | ---- | ---- |
| Număr de persoane: | 41   | 25      | 30   | 27   |
| Diferență:         |      | −39,02% | +20% | −10% |

| An:                | 2023 | 2024 |
| ------------------ | ---- | ---- |
| Număr de persoane: | 27   | 27   |
| Diferență:         |      | +0%  |